# Coyuca de Catalán
Coyuca de Catalán är en ort i Mexiko.   Den ligger i kommunen Coyuca de Catalán och delstaten Guerrero, i den södra delen av landet, 210 km sydväst om huvudstaden Mexico City. Coyuca de Catalán ligger 256 meter över havet och antalet invånare är 6 992.
Terrängen runt Coyuca de Catalán är kuperad åt sydväst, men åt nordost är den platt. Runt Coyuca de Catalán är det ganska glesbefolkat, med 22 invånare per kvadratkilometer. Närmaste större samhälle är Ciudad Altamirano, 4,7 km nordost om Coyuca de Catalán. Omgivningarna runt Coyuca de Catalán är en mosaik av jordbruksmark och naturlig växtlighet.